# 다카오노정
다카오노정({{Llang|ja|高尾野町)은 일본 가고시마현의 북서부에 있던 정이다.
2006년 3월 13일, 인접했던 이즈미시, 노다정과 합병해 신 이즈미시가 되어 소멸하였다.

## 지리
가고시마현 북부에 위치하고 있다. 

## 역사
- 1889년 4월 1일 - 정촌제 시행에 의해 다카오노촌이 성립하였다.
- 1932년 1월 1일 - 정으로 승격해 다카오노정이 되었다.
- 1950년 8월 1일 - 이즈미시의 일부를 편입하였다.
- 1959년 4월 1일 - 다카오노정과 에우치촌이 신설합병해 새로운 다카오노정이 되었다.
- 2006년 1월 1일 - 이즈미시, 노다정과 합병해 소멸하였다.

## 교통

### 철도
- 히사쓰 오렌지 철도 히사쓰 오렌지 철도선

### 도로
- 국도 3호선
- 국도 504호선

## 참고 문헌
- 角川日本地名大辞典編纂委員会,『角川日本地名大辞典 鹿児島県』1983, 角川書店